# Arrondissement Béthune
Das Arrondissement Béthune ist eine Verwaltungseinheit des französischen Départements Pas-de-Calais innerhalb der Region Hauts-de-France. Verwaltungssitz (Unterpräfektur) ist Béthune.

## Kantone
Zum Arrondissement gehören Gemeinden aus acht Kantonen:
- Aire-sur-la-Lys (mit 14 von 17 Gemeinden)
- Auchel
- Béthune
- Beuvry
- Bruay-la-Buissière
- Douvrin
- Lillers
- Nœux-les-Mines

## Gemeinden
| 1. Allouagne (62023)               | 2. Ames (62028)                    | 3. Amettes (62029)                | 4. Annequin (62034)           |
| 5. Annezin (62035)                 | 6. Auchel (62048)                  | 7. Auchy-au-Bois (62049)          | 8. Auchy-les-Mines (62051)    |
| 9. Bajus (62077)                   | 10. Barlin (62083)                 | 11. Béthune (62119)               | 12. Beugin (62120)            |
| 13. Beuvry (62126)                 | 14. Billy-Berclau (62132)          | 15. Blessy (62141)                | 16. Bourecq (62162)           |
| 17. Bruay-la-Buissière (62178)     | 18. Burbure (62188)                | 19. Busnes (62190)                | 20. Calonne-Ricouart (62194)  |
| 21. Calonne-sur-la-Lys (62195)     | 22. Camblain-Châtelain (62197)     | 23. Cambrin (62200)               | 24. Cauchy-à-la-Tour (62217)  |
| 25. Caucourt (62218)               | 26. Chocques (62224)               | 27. La Comté (62232)              | 28. La Couture (62252)        |
| 29. Cuinchy (62262)                | 30. Diéval (62269)                 | 31. Divion (62270)                | 32. Douvrin (62276)           |
| 33. Drouvin-le-Marais (62278)      | 34. Ecquedecques (62286)           | 35. Essars (62310)                | 36. Estrée-Blanche (62313)    |
| 37. Estrée-Cauchy (62314)          | 38. Ferfay (62328)                 | 39. Festubert (62330)             | 40. Fleurbaix (62338)         |
| 41. Fouquereuil (62349)            | 42. Fouquières-lès-Béthune (62350) | 43. Fresnicourt-le-Dolmen (62356) | 44. Gauchin-Légal (62366)     |
| 45. Givenchy-lès-la-Bassée (62373) | 46. Gonnehem (62376)               | 47. Gosnay (62377)                | 48. Guarbecque (62391)        |
| 49. Haillicourt (62400)            | 50. Haisnes (62401)                | 51. Ham-en-Artois (62407)         | 52. Hermin (62441)            |
| 53. Hersin-Coupigny (62443)        | 54. Hesdigneul-lès-Béthune (62445) | 55. Hinges (62454)                | 56. Houchin (62456)           |
| 57. Houdain (62457)                | 58. Isbergues (62473)              | 59. Labeuvrière (62479)           | 60. Labourse (62480)          |
| 61. Lambres (62486)                | 62. Lapugnoy (62489)               | 63. Laventie (62491)              | 64. Lespesses (62500)         |
| 65. Lestrem (62502)                | 66. Lières (62508)                 | 67. Liettres (62509)              | 68. Ligny-lès-Aire (62512)    |
| 69. Lillers (62516)                | 70. Linghem (62517)                | 71. Locon (62520)                 | 72. Lorgies (62529)           |
| 73. Lozinghem (62532)              | 74. Maisnil-lès-Ruitz (62540)      | 75. Marles-les-Mines (62555)      | 76. Mazinghem (62564)         |
| 77. Mont-Bernanchon (62584)        | 78. Neuve-Chapelle (62606)         | 79. Nœux-les-Mines (62617)        | 80. Norrent-Fontes (62620)    |
| 81. Noyelles-lès-Vermelles (62626) | 82. Oblinghem (62632)              | 83. Ourton (62642)                | 84. Quernes (62676)           |
| 85. Rebreuve-Ranchicourt (62693)   | 86. Rely (62701)                   | 87. Richebourg (62706)            | 88. Robecq (62713)            |
| 89. Rombly (62720)                 | 90. Ruitz (62727)                  | 91. Sailly-Labourse (62735)       | 92. Sailly-sur-la-Lys (62736) |
| 93. Saint-Floris (62747)           | 94. Saint-Hilaire-Cottes (62750)   | 95. Saint-Venant (62770)          | 96. Vaudricourt (62836)       |
| 97. Vendin-lès-Béthune (62841)     | 98. Vermelles (62846)              | 99. Verquigneul (62847)           | 100. Verquin (62848)          |
| 101. Vieille-Chapelle (62851)      | 102. Violaines (62863)             | 103. Westrehem (62885)            | 104. Witternesse (62900)      |

## Neuordnung der Arrondissements 2017

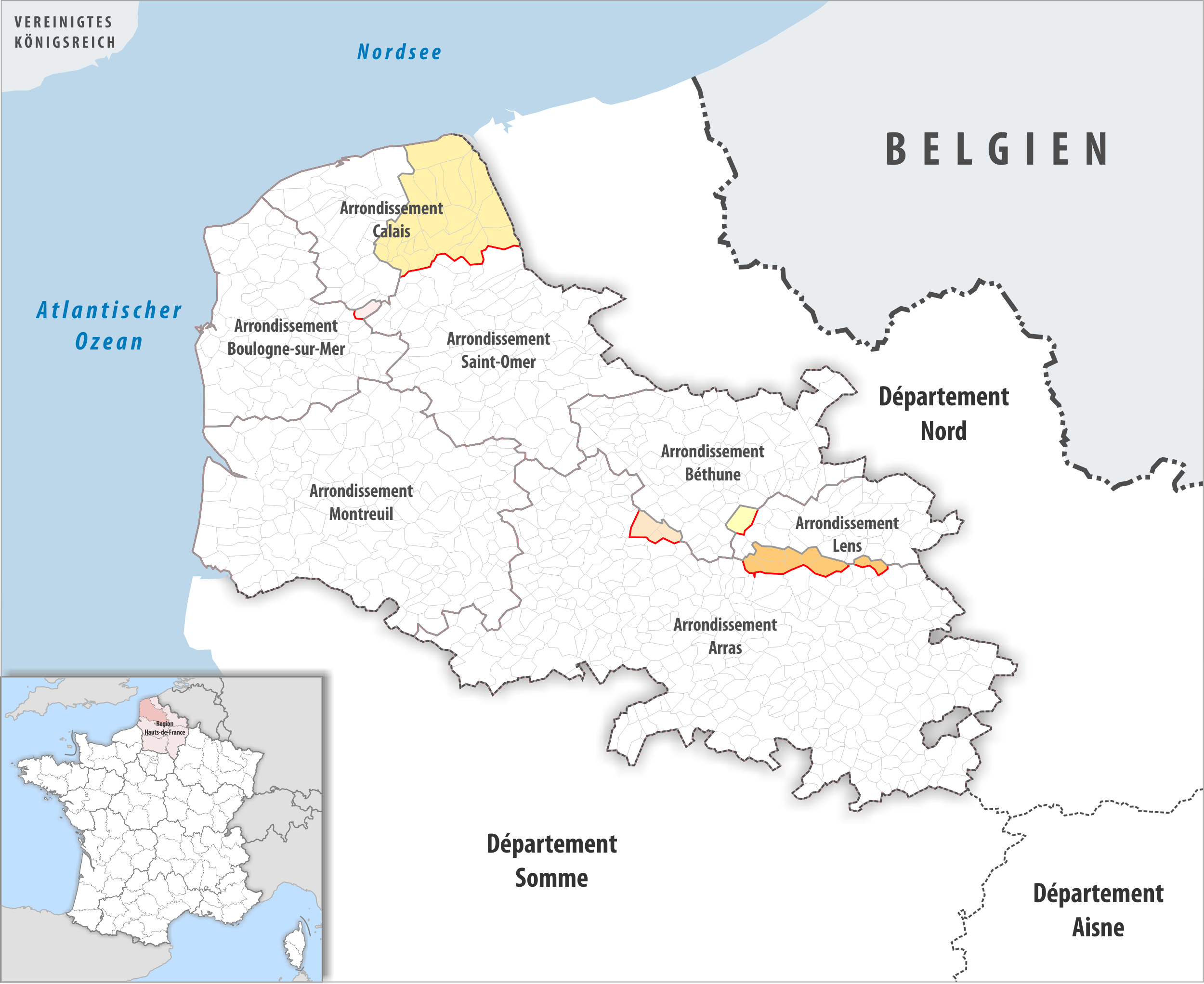
Arrondissementsanpassungen im Jahr 2017

Durch die Neuordnung der Arrondissements im Jahr 2017 wurde aus dem Arrondissement Arras die Fläche der drei Gemeinden Bajus, La Comté und Diéval und aus dem Arrondissement Lens die Fläche der Gemeinde Hersin-Coupigny dem Arrondissement Béthune zugewiesen.